# آندره‌آ آناستازی
آندره‌آ آناستازی (به ایتالیایی: Andrea Anastasi) (متولد ۸ اکتبر ۱۹۶۰ در پوجو روسکو ایتالیا) بازیکن سابق و مربی فعلی والیبال است.
آناستازی به عنوان یکی از معروف ترین مربیان والیبال جهان به شمار می‌رود. وی هدایت تیم پروجا ایتالیا را برعهده دارد.

## حرفه‌ای

### بازیکن
آناستازی در رده باشگاهی از سال ۱۹۷۷ تا ۱۹۸۰ در اولین تیم باشگاهی خود در تیم پارما حضور داشت و در سال ۱۹۸۰ به تیم مودنا پیوست و توانست با این تیم به قهرمانی چلنج کاپ اروپا دست یابد. در سال ۱۹۸۳ از مودنا جدا به به فالکونارا پیوست و در این تیم نیز قهرمانی چلنج کاپ اروپا را تجربه نمود. سیسلی باشگاه بعدی آناستازی بود که در این تیم هم نیز جام چلنج کاپ اروپا را بالای سر برد. سیچو و جویا دل کوله آخرین تیم‌های آناستازی در رده باشگاهی محسوب می شودند. آناستازی در رده ملی نیز از سال ۱۹۸۱ تا ۱۹۹۱ به مدت ده سال عضو تیم ملی ایتالیا بود و توانست در این مدت با دیگر بازیکنان تیم ملی کشورش به مدال طلا قهرمانی جهان ۱۹۹۰، مقام قهرمانی جام ملت‌های اروپا ۱۹۸۹ و دو مدال طلا و مقام قهرمانی لیگ جهانی ۱۹۹۰، ۱۹۹۱ دست یابد. آناستازی در نهایت با ۱۴۱ بازی ملی با دنیای بازیگری در والیبال و تیم ملی کشورش خداحافظی کرد. آناستازی با توجه به فیزیک خود در پست تخصصی اش به عنوان یکی از بازیکن‌های با استعداد و بزرگ یاد می‌شد.

## مربی
دوران مربیگری آناستازی از سال ۱۹۹۴ آغاز شد. برشا اولین تیمی بود که آناستازی هدایت آن را بر عهده گرفت. وی در سال ۱۹۹۹ سرمربی تیم ملی ایتالیا شد و توانست در همین سال با هدایت خود ایتالیا را قهرمان لیگ جهانی و اروپا کند. آناستازی سال بعد در المپیک سیدنی با داشتن بازیکنانی همچون آندره‌آ سارتورتی، لوئیجی مسترانجلو و آندره‌آ جیانی مدال برنز المپیک را برای چکمه ای‌ها بدست آورد. در سال ۲۰۰۱ و ۲۰۰۳ آناستازی نتایج درخشان خود را با ایتالیا ادامه داد و مدال نقره لیگ جهانی و قهرمانی اروپا ۲۰۰۱ و مدال طلا قهرمانی اروپا و مدال برنز لیگ جهانی ۲۰۰۳ را به کارنامه خود و تیم ملی ایتالیا اضافه کرد. وی در سال ۲۰۰۳ سرمربی تیم پیمونته شد و این تیم با هدایت آناستازی در جایگاه چهارم سری آ ایتالیا قرار گرفت. در سال ۲۰۰۷ آناستازی هدایت تیم ملی اسپانیا را بر عهده گرفت و تا سال ۲۰۰۷ در این سمت باقی ماند. وی در این دو سال نتیجه خوبی را برای اسپانیا به دست آورد و توانست مدال طلا قهرمانی اروپا را برای ماتادورها به دست آورد. در سال ۲۰۰۷ آناستازی به تیم ملی ایتالیا بازگشت و سرمربی این تیم شد، اما نتوانست نتایج درخشان خود را تکرار کند و بعد از سه سال در سال ۲۰۱۰ از هدایت تیم ملی ایتالیا کنار گذاشته شد. در سال ۲۰۱۱ وی به عنوان سرمربی تیم ملی لهستان برگزیده شد و تا سال ۲۰۱۳ در این سمت باقی ماند. وی در این مدت توانست مدال نقره لیگ جهانی ۲۰۱۱ و مدال طلا لیگ جهانی ۲۰۱۲ را به ارمغان آورد و در سال ۲۰۱۳ به دلیل راضی نبودن نتایج گرفته شده توسط او برای تیم ملی لهستان از هدایت این تیم کنار گذاشته شد. آناستازی در سال ۲۰۱۵ رسماً سرمربی تیم لوتوس ترفل گدانسک شد و توانست این تیم را به نایب قهرمانی لیگ برتر لهستان برساند.

### دست‌آوردها
- ۱۹۹۹  طلا لیگ جهانی، با ایتالیا
- ۱۹۹۹  طلا قهرمانی اروپا، با ایتالیا
- ۲۰۰۰  طلا لیگ جهانی، با ایتالیا
- ۲۰۰۰  برنز بازی‌های المپیک، با ایتالیا
- ۲۰۰۱  نقره لیگ جهانی، با ایتالیا
- ۲۰۰۱  نقره قهرمانی اروپا، با ایتالیا
- ۲۰۰۳  برنز لیگ جهانی، با ایتالیا
- ۲۰۰۳  طلا قهرمانی اروپا، با ایتالیا
- ۲۰۰۷  طلا قهرمانی اروپا، با اسپانیا
- ۲۰۱۱  برنز لیگ جهانی، با لهستان
- ۲۰۱۱  طلا قهرمانی اروپا، با لهستان
- ۲۰۱۱  نقره جام جهانی، با لهستان
- ۲۰۱۲  طلا لیگ جهانی، با لهستان
- ۲۰۱۵  قهرمانی جام حذفی لهستان، با لوتوس ترفل گدانسک
- ۲۰۱۵  نایب قهرمانی پلاس لیگا، با لوتوس ترفل گدانسک
- ۲۰۱۵  قهرمانی سوپر جام لهستان، با لوتوس ترفل گدانسک

### شخصی
- ۲۰۰۰ مربی سال ایتالیا
- ۲۰۱۰ نشان شهرداری منتووا
- ۲۰۱۱ مربی سال لهستان
- ۲۰۱۲ مربی سال لهستان